# Planet Neun
Planet Neun ist der vorläufige Name eines hypothetischen planetenartigen Himmelskörpers, der im äußeren Sonnensystem weit außerhalb der Umlaufbahn des Planeten Neptun vermutet wird.

## Beobachtung und Nachweis
Der Planet wurde bisher nicht direkt beobachtet. Vielmehr wird er postuliert, um eine statistische Auffälligkeit bezüglich der Bahnelemente einer Gruppe transneptunischer Objekte (TNO) zu erklären. Am auffälligsten sind die Bahnen mit großen Halbachsen von über 250 Astronomischen Einheiten (AE). Anfang 2016 waren sechs solcher Objekte bekannt, der Zwergplaneten-Kandidat Sedna, 2012 VP113, Alicanto, 2007 TG422, 2013 RF98 und 2010 GB174. Diese Gruppe wird nach Sedna als Sednoiden bezeichnet. Sie alle haben Umlaufbahnen, deren Apsidenlinien (Verbindungslinien zwischen sonnennächstem und sonnenfernstem Punkt) in ähnliche Richtungen zeigen, sowie Inklinationen (Bahnneigung gegen die Ekliptikebene) zwischen +11 und +30 Grad. Ohne den postulierten Planeten sollten Jupiter und Saturn eine breite Verteilung der Apsidenlinien sowie der Inklinationen bewirken.

## Abgrenzung
Für ältere vermeintliche Hinweise auf unentdeckte Planeten der Sonne, die nichts mit der Statistik der transneptunischen Objekte zu tun haben, siehe Transpluto, Amphitrite (Planet), Tyche (Planet) und Nizza-Modell.
Ebenfalls abgegrenzt werden muss es von der esoterischen Nibiru-These, die keine wissenschaftliche Grundlage hat.

## Theorien

Bahnelemente der elliptischen Umlaufbahn eines Himmelskörpers um einen Zentralkörper

### Gomes et al. (2006–2012)
Eine Anzahl von Objekten, von dem Astronom Michael E. Brown distant detached objects genannt, wurde schon ab 2006 von einer Gruppe um Rodney Gomes untersucht, was zur Vermutung eines weiteren großen Objekts planetarer Masse führte. Seit etwa 2012 wurde von Gomes konkret ein großer Planet vermutet, der die Umlaufbahnen mindestens sechs dieser transneptunischen Objekte beeinflusse. Er schlug einen etwa marsgroßen oder etwas weiter außerhalb liegenden neptungroßen Planeten als Ursache vor.

### Trujillo/Sheppard (2014)
Die Analyse der Bahndaten von 2012 VP113 veranlassten auch Chad Trujillo und Scott S. Sheppard im Jahr 2014 dazu, einen weiteren Planeten, der größer als die Erde sein sollte, in einer weit entfernten Umlaufbahn zu postulieren.

### Marcos et al. (2014)
Im selben Jahr bestätigten Astronomen der Universität Complutense Madrid, dass die Erklärung der vorliegenden Umlaufbahnen durch Koinzidenz unwahrscheinlich ist und nicht durch einen Streetlight Effect erklärt werden kann, sondern ein echtes Merkmal dieser Population ist, die ihren möglichen Ursprung im Rahmen des Kozai-Effektes hat. Dies deute darauf hin, dass zumindest zwei weitere transneptunische Planeten existieren könnten.

### Jacques Laskar et al. (2016)
Jacques Laskar und weitere Mitarbeiter des Pariser Observatoriums kamen durch Auswertung der Daten der „Cassini“-Raumsonde, die bis zum April 2014 gesammelt wurden, zu dem Ergebnis, dass ein neunter Planet existieren könnte. Durch mathematische Modelle schlossen sie dabei Gebiete für eine weitere Suche aus und verkleinerten das Suchgebiet damit um 50 %. Sie bemühten sich (erfolglos) um den Weiterbetrieb der Raumsonde bis 2020, da die Sonde kontinuierlich relevante Daten lieferte und sie sich dadurch weitere Informationen erhofften.

### Batygin und Brown (ab 2016)
Konstantin Batygin und Michael E. Brown, Astronomen des California Institute of Technology (Caltech), überprüften diese Daten und verkündeten im Januar 2016, dass sie mit mathematischen Modellierungen und Computersimulationen eines solchen Planeten die Besonderheiten der Umlaufbahnen erklären könnten, und haben mögliche Bahnelemente des Planeten sowie seine Masse eingegrenzt. Die Wahrscheinlichkeit einer zufälligen Konstellation liegt nach einer statistischen Analyse von Batygin und Brown bei lediglich 0,007 %. Seither wurden weitere Objekte wie z. B. 2014 SR349 gefunden, die diese Theorie unterstützen. Die Entdecker des Objektes 2013 SY99 sehen in dessen Bahndaten jedoch keine Unterstützung der Theorie, da man die Umlaufbahnen der extremen TNO (ETNO) – mit Ausnahme der Sednoiden – mit einem Mechanismus der „Diffusion der Großen Halbachsen“ ebenfalls erklären kann.
| Objekt       | große Halbachse a (AE) | Exzentrizität e | Perihel q (AE) | Aphel Q (AE) | Inklination i (°) | Argument der Periapsis (°) | Länge des aufst. Knotens Ω (°) | Umlaufzeit T (Jahre) | Absolute Helligkeit H (mag) |
| ------------ | ---------------------- | --------------- | -------------- | ------------ | ----------------- | -------------------------- | ------------------------------ | -------------------- | --------------------------- |
| Sedna        | 551,9                  | 0,862           | 76,26          | 1027,6       | 11,93             | 310,94                     | 144,44                         | 13.000               | 1,49                        |
| 2012 VP113   | 271,5                  | 0,703           | 80,62          | 462,5        | 24,00             | 294,26                     | 90,90                          | 4.470                | 4,05                        |
| Leleākūhonua | 1300                   | 0,950           | 64,93          | 2534         | 11,68             | 117,79                     | 301,12                         | 46.800               | 5,57                        |
| 2019 EE6     | 165,5                  | 0,549           | 74,67          | 256,3        | 162,95            | 44,76                      | 201,04                         | 2.130                | 6,39                        |
| 2023 KQ14    | 245,4                  | 0,732           | 65,87          | 425,0        | 11,01             | 198,95                     | 72,07                          | 3.850                | 6,73                        |
| 2021 RR205   | 1019                   | 0,945           | 55,64          | 1983         | 7,66              | 208,80                     | 108,44                         | 32.500               | 6,74                        |
| 2020 MQ53    | 25000                  | 0,998           | 53,45          | 50000        | 72,91             | 29,48                      | 287,14                         | 400.000              | 8,65                        |

#### Theoretische Masse, Durchmesser, Helligkeit

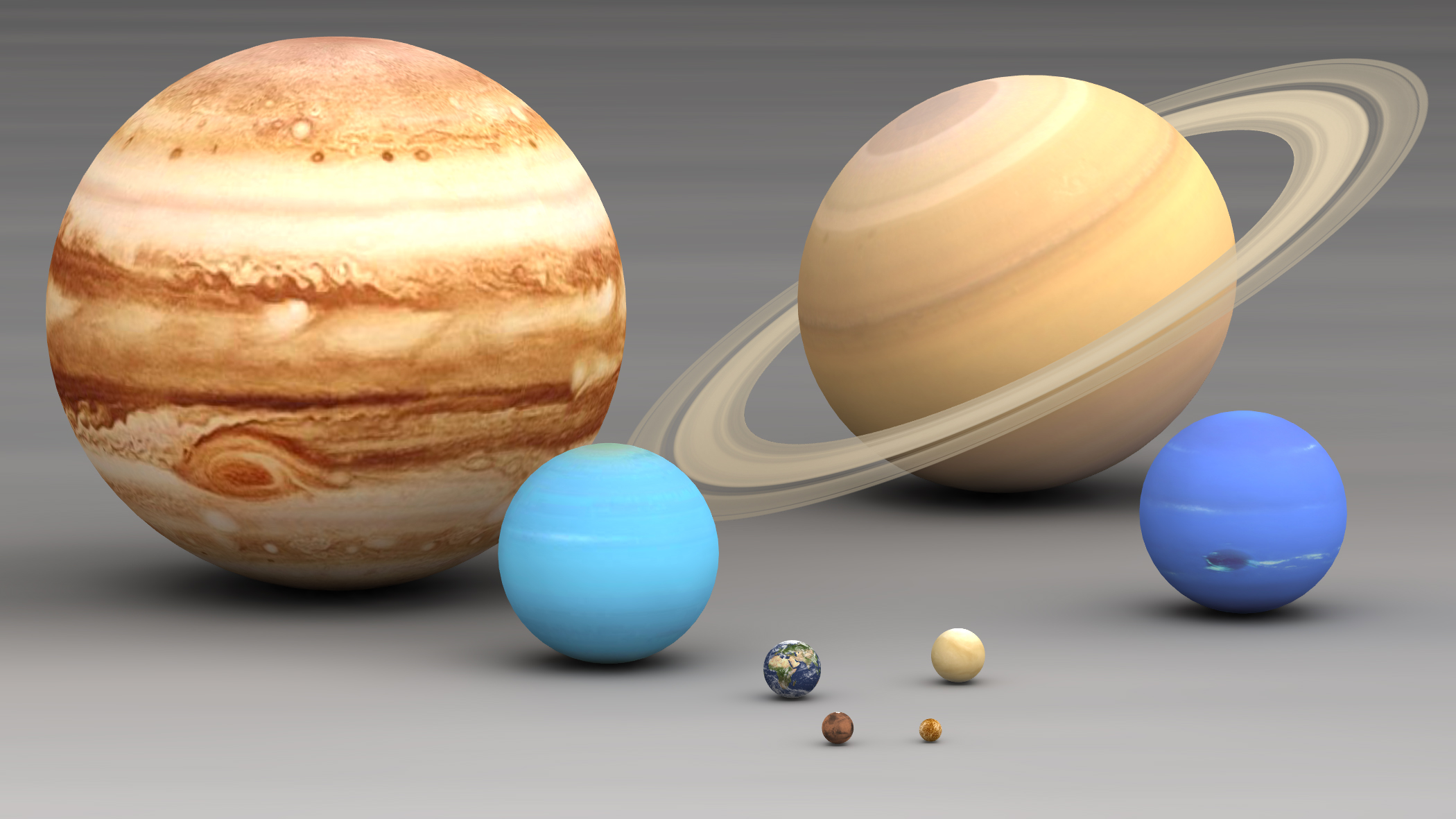
Bei der Suche nach Planet Neun geht man von einem Planeten mit Masse und Durchmesser ähnlich denen der blauen Eisriesen Uranus und Neptun aus

Brown geht davon aus, dass es sich bei dem Planeten um einen Eisriesen mit etwa 10 M⊕ (Erdmassen) handelt, der innerhalb der nächsten fünf Jahre entdeckt werde (Stand Januar 2016). Bei dieser Masse und einem ähnlichen inneren Aufbau wie für Uranus und Neptun angenommen könne er mit einem Durchmesser von etwa 3,7 Erddurchmessern (46.600 km) etwas kleiner als Neptun sein, eine Oberflächentemperatur von 47 K (−226 °C) haben und sein Strahlungsmaximum im fernen Infrarot bei 62 µm haben. In einer im August 2021 veröffentlichen neueren Arbeit geben Brown und Batygin die Masse mit 6,2 +2,2−1,3 Erdmassen an.

#### Theoretische Umlaufbahn

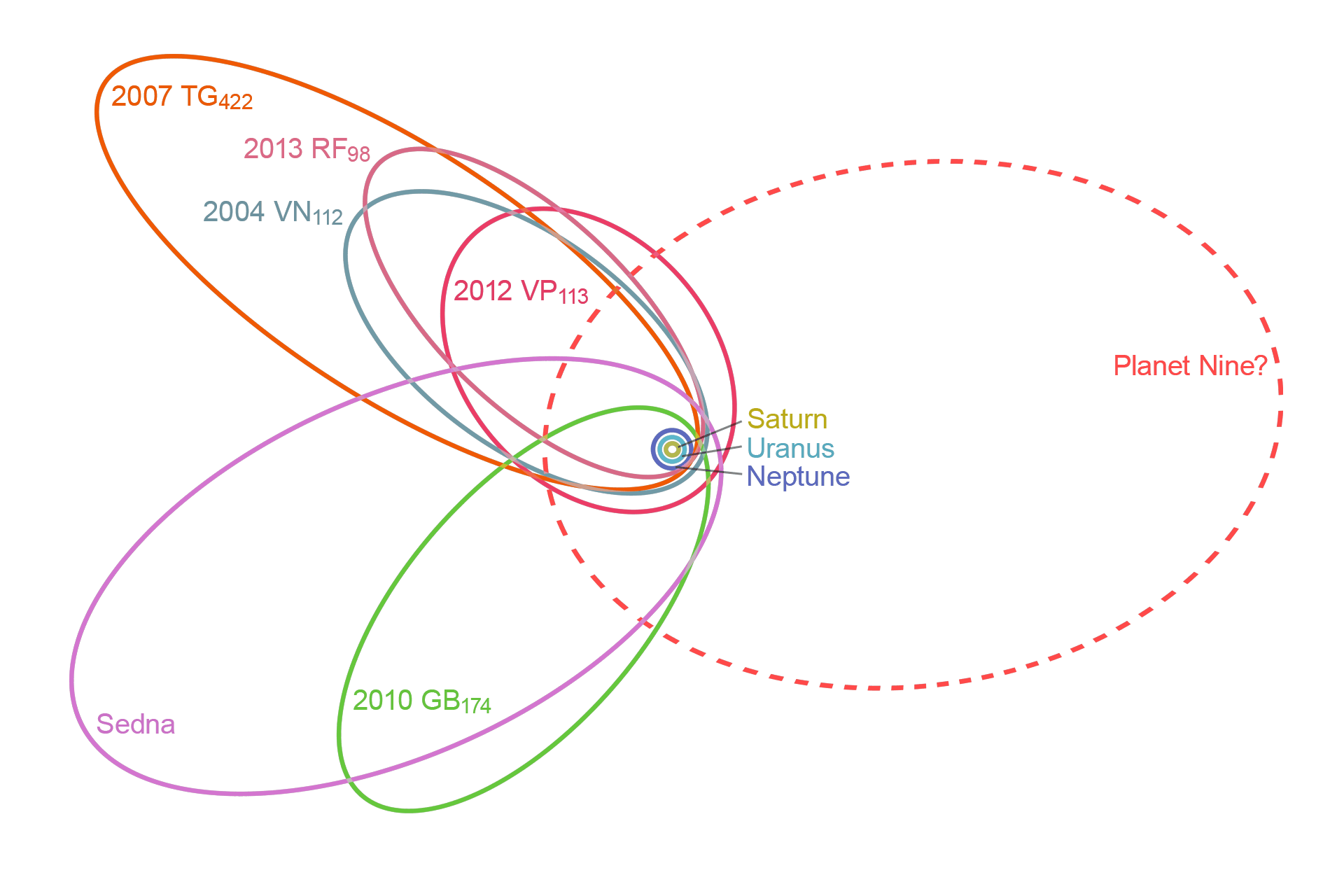
Bahnen von sechs transneptunischen Objekten um die Sonne, ergänzt um die hypothetische Bahn von Planet Neun

Auf Grundlage des Modells von Batygin und Brown muss die Umlaufbahn des vermuteten Planeten vollständig außerhalb der Bahn des Neptun liegen, dem derzeit äußersten nachgewiesenen Planeten im Sonnensystem. Aus Gründen, die in der Dynamik des Sonnensystems liegen, ist eine große Halbachse der Umlaufbahn zwischen 400 und 1500 AE möglich, bei einer Bahnexzentrizität von 0,5 bis etwa 0,8. Es wird angenommen, dass ein Planet in diesem Entfernungsbereich zur Sonne nicht entstanden sein kann, sondern erst nach seiner Entstehung durch Bahnstörung oder (mit geringerer Wahrscheinlichkeit) als Einfang eines außerhalb des Sonnensystems entstandenen Planemos in eine solche Umlaufbahn gelangt sein kann.
Die besten Ergebnisse hatten dabei Modellparameter mit einer großen Halbachse von 700 AE (etwa 4 Lichttage). Dabei ist die mittlere Entfernung zur Sonne etwa 20-mal so groß wie beim Neptun. Weiterhin geben sie für ihre Rechnung als Modellparameter eine Bahnexzentrizität von e = 0,6 bei einer Bahnneigung von i = 30° gegenüber der Bahnebene der anderen großen Planeten und einem Argument der Periapsis von ω = 150° an. Nach dem 3. Keplerschen Gesetz folgt, dass der hypothetische Planet eine Umlaufzeit in der Größenordnung von 20.000 Jahren besäße.
Berechnung der Orbitalmechanik durch Renu Malhotra in Bezug auf die vermutlich resonanten Umlaufbahnen der sechs zuerst gefundenen Sednoiden ergaben als wahrscheinlichste Umlaufbahn eine mit einer Halbachse von etwa 665 AE. Die Umlaufdauer von rund 17.100 Jahren stünde dann in kleinen ganzzahligen Verhältnissen zu denen dieser sechs Objekte. Die Bahnneigung relativ zur Ekliptik liegt bei dieser Lösung entweder in der Ebene des auffälligen Sednoiden-Clusters mit etwa 18° oder bei etwa 48°. Die Umlaufbahn eines solchen Planeten könne in der Frühzeit des Sonnensystems näher an der Sonne gelegen haben als heute und erst später durch die Gravitationswirkung der anderen großen Planeten vergrößert worden sein.

#### Existenz-Wahrscheinlichkeit, Suche und Auffindbarkeit
Laut Brown liegt die Wahrscheinlichkeit, dass der Planet existiert, bei über 90 %, und seine scheinbare Helligkeit könne groß genug sein, um den Körper mit den zum Aussagezeitpunkt (Januar 2016) empfindlichsten Teleskopen entdecken zu können. Das Subaru-Teleskop auf Hawaii hat die Suche nach Planet Neun bereits aufgenommen. Andere Astronomen schließen ein Auffinden selbst mit neuesten Weltraumteleskopen nahezu aus. Ein planetenartiger Himmelskörper ist in dieser Entfernung sehr lichtschwach, da er extrem wenig Sonnenlicht reflektiert. Außerdem könnten Batygin/Brown keine genaue Position am Himmel angeben, an der nach dem vermuteten Planeten zu suchen sei. Da im Catalina Sky Survey mit Pan-STARRS und dem Wide-Field Infrared Survey Explorer (WISE) bis dahin kein Planet entdeckt wurde, müsse Planet Neun sich gerade im sonnenferneren Teil seiner Umlaufbahn befinden und womöglich vor dem Band der Milchstraße.
Bei einer Oberflächentemperatur von 40 K, einer Entfernung von 700 AE und Neptungröße wäre Millimeterwellen-Strahlung mit einer Flussdichte von etwa 30 mJy zu erwarten, mit der sich so ein Objekt im Rahmen von Messungen der kosmischen Hintergrundstrahlung identifizieren ließe.
Das im Februar 2017 gestartete Citizen-Science-Projekt Backyard Worlds: Planet 9 der NASA zur Auswertung von Aufnahmen des Weltraumteleskops Wide-Field Infrared Survey Explorer (WISE) erbrachte mit Stand August 2020 die Entdeckung von 95 Braunen Zwergen, jedoch keinen Hinweis auf die Existenz von Planet Neun.
Die Projekte OSSOS (Outer Solar System Origins Survey) und DES (Dark Energy Survey) haben in den letzten Jahren zahlreiche TNOs entdeckt mit zum Teil extremen Bahnen (ETNO), die allerdings – zusammen ausgewertet mit der Durchmusterung von Trujillo & Sheppard – nicht auf eine Clusterung hinweisen, wenn berücksichtigt wird, wann mit welcher Beobachtungskapazität in welcher Richtung beobachtet wurde (Stichprobenverzerrung) und dass der Himmelshintergrund gebietsweise die Sichtbarkeit beeinträchtigt (Observation Bias). Für andere, frühere Durchmusterungen, in denen Objekte entdeckt wurden, auf die sich Batygin & Brown beziehen, lägen keine ausreichenden Angaben vor, um den Observation Bias abschätzen zu können, weshalb sie in dieser Analyse nicht berücksichtigt wurden.

#### Fortschreibung der Hypothese ab 2021
Im August 2021 veröffentlichten Batygin und Brown, die ursprünglichen Autoren der Hypothese, eine neue Arbeit. Hier weisen sie der Clusterung der TNO-Bahnelemente mit 99,6 % Konfidenz eine Nichtzufälligkeit zu und geben für Planet Neun eine wahrscheinliche Masse von 6,2 +2,2−1,3 Erdmassen, eine große Halbachse von 380 +140−80 AE (dies entspricht einer Umlaufzeit von 7400 +4400−2200 Jahren), eine Bahnneigung von 16 ±5° und eine Periheldistanz von 300 +85−60 AE an.
Im April 2024 erschien eine weitere Arbeit mit Beteiligung von Batygin und Brown mit einer statistischen Analyse der Bahndaten von transneptunischen Objekten, die die Neptunbahn kreuzen, die die Hypothese stützen sollen.

#### Vergleichbare Objekte in anderen Sternsystemen
Eine im Dezember 2020 veröffentlichte Arbeit sieht in den Umlaufbahndaten des Exoplaneten HD 106906 b eine Parallele zum Planet Neun.

### Lykawka und Ito (2023)
Patryk Sofia Lykawka und Takashi Ito leiten in einer im August 2023 veröffentlichten Arbeit aus den Umlaufbahnen der transneptunischen Objekte (TNOs) die Möglichkeit ab, dass ein Planet mit etwa 1,5–3 Erdmassen, einer Bahnneigung von 30 Grad gegenüber der Ebene des Sonnensystems und einer großen Bahnhalbachse von 250 bis 500 AE bei einem Perihel von etwa 200 AE existieren könnte – also deutlich kleiner und mit deutlich geringerer Entfernung zur Sonne als Batygin und Browns Planet Neun.

### Phan et al. (2025)
Eine im Jahr 2025 veröffentlichte Untersuchung nutzte zur Identifizierung von Kandidaten für Planet Neun die Daten der beiden Infrarot-Weltraumteleskope IRAS und AKARI, deren Beobachtungszeitpunkte 23 Jahre auseinanderlagen. Dabei wurde ein Objekt gefunden, das sich über diesen Zeitraum um etwa 47 Bogenminuten verschoben hat und somit die erwartete langsame Bewegung in großer Sonnenferne zeigt. Da jedoch nur zwei Beobachtungen vorliegen, ist eine vollständige Bahnbestimmung nicht möglich, sodass zum Nachweis einer Keplerbahn weitere Beobachtungen erforderlich sind.

## Planetenstatus und Namensgebung
Die vorläufige Bezeichnung „Planet Neun“ hat er, weil von den (ab den 1930ern) neun Planeten der zuletzt entdeckte Pluto 2006 in die Gruppe der Zwergplaneten gestellt wurde, da noch mehr Objekte seiner Größe und Bahncharakteristik entdeckt worden waren. Daher gibt es nach Usance der wissenschaftlichen Astronomie also nur noch acht Planeten im Sonnensystem. Planet Neun könnte jedoch die derzeit gültigen Kriterien für einen regulären Planeten erfüllen: Insbesondere der Nachweis, dass er – wie es die Definition der Internationalen Astronomischen Union (IAU) fordert – seine Umlaufbahn von Kleinkörpern bereinigt hat, würde jedoch über die Bestätigung seiner Existenz hinaus weiteren Aufwand bedeuten. Er könnte ebenso eine neue Klasse von Sonnensystemkörpern darstellen oder eine weitere Anpassung der aktuellen Planeten-Kriterien notwendig werden lassen. Brown selbst, der an der Umklassifizierung des Pluto maßgeblich beteiligt war, stellte kurz nach der Veröffentlichung fest, dass er den Planeten für regulär hält:

“Planet Nine is forcing any objects that cross its orbit to push into these misaligned positions. It fits that concept perfectly.”

„Planet Neun zwingt alle Objekte, die seine Umlaufbahn kreuzen, in diese verschobenen Positionen. Er passt perfekt in dieses Konzept.“

Sollte die Existenz des Planeten Neun bestätigt werden, wird für die Benennung des Planeten die IAU zuständig sein. Batygin und Brown spekulieren, dass der Planet entsprechend den bisher bekannten nach einer römischen Gottheit benannt werden wird.

## Weitergehende Spekulationen
Im Juli 2016 wiesen sowohl Elizabeth Bailey, Konstantin Batygin und Michael E. Brown als auch Rodney Gomes, Rogerio Deienno und Alessandro Morbidelli darauf hin, dass die Existenz des postulierten Planeten mit seiner angenommenen hohen Inklination für das „Kippen“ der Ekliptik um 7,2° bzw. der invariablen Ebene des Sonnensystems um 5,9° zur Äquatorebene der Sonne verantwortlich sein könnte. Dazu müsste das Perihel von Planet Neun um 250 AE liegen. Neben der Neigung der Umlaufbahn muss der Planet aber auch über eine entsprechende Masse verfügen, damit er das gesamte Sonnensystem so beeinflusst, erklärten Wissenschaftler des California Institute of Technology im Oktober 2016.
Eine im September 2019 erschienene Arbeit diskutiert die Möglichkeit, dass das Objekt ein vom Sonnensystem eingefangenes primordiales Schwarzes Loch sein könnte. Ein solches Objekt könne in den Beobachtungsdaten des (mit Stand August 2023 im März 2025 in Betrieb gehenden) Vera C. Rubin Observatory innerhalb eines Jahres gefunden werden.[veraltet]